# São Carlos do Ivaí
São Carlos do Ivaí, amtlich portugiesisch Município de São Carlos do Ivaí, ist eine brasilianische Gemeinde im Bundesstaat Paraná. Es hat 6.587 Einwohner (2022), die sich São-Carlenser nennen. Seine Fläche beträgt 225 km². Es liegt 385 Meter über dem Meeresspiegel.

## Geschichte
São Carlos do Ivaí wurde am 25. April 1953 (Staatsgesetz Nr. 012) zu einem Bezirk (distrito) des Munizips Tamboara. Am 24. Januar 1956 wurde es durch das Staatsgesetz Nr. 2.565 als eigenständige Gemeinde (Munizip) aus den Munizipien Tamboara und Paraíso do Norte ausgegliedert. Seine förmliche Installation erfolgte am 16. Dezember 1956.

## Geografie
Das Biom ist Mata Atlântica. Die Gemeinde liegt auf der dritten paranaischen Hochebene (Terceiro Planalto Paranaense), der Boden ist fruchtbare Terra Roxa.

### Gewässer
- Rio Ivaí
- Ribeirão Anhumaí (zum Ivaí)
- Rio da Esperança (zum Ivaí)
- Córrego Paiquere (zum Ivaí)
- Ribeirão da Jacutinga (zum Ivaí)

### Straßen
São Carlos do Ivaí ist über die Staatsstraße PR-498 an die Rodovia do Café bei Presidente Castelo Branco (36 km) angebunden. Nach Süden führt die PR-498 über die Ivaí-Fähre bei Porto São Carlos in Richtung Cianorte (49 km).

### Nachbarmunizipien
|                      | Tamboara                                    | Nova Esperança    |
| Paraíso do Norte     | Kompassrose, die auf Nachbargemeinden zeigt | Floraí            |
| São Manoel do Paraná | Japurá, São Tomé                            | São Jorge do Ivaí |

## Verwaltung
- Bürgermeister (Prefeito Municipal): José Luiz Santos, genannt Zé Luiz[3] (2017/2020, 2021/2024)
- Stellvertretender Bürgermeister: Jurandir Alves Contro, genannt Bida

## Demografie
| Jahr | Einwohner | Stadt | Land   |
| ---- | --------- | ----- | ------ |
| 1960 | 10.108    | 1.509 | 8.599  |
| 1970 | 7.575     | 2.439 | 5.136  |
| 1980 | 4.706*    | 2.401 | 2.305* |
| 1991 | 4.972     | 3.430 | 1.542  |
| 2000 | 5.904     | 5.252 | 652    |
| 2010 | 6.352     | 5.679 | 673    |
| 2022 | 6.587     | ?     | ?      |

Quelle: IBGE (2011) und Volkszählung 2022

*: Zum Juli 1976 war ein „Schwarzer Frost“ aufgetreten, portugiesisch geada negra, der die gesamten Kaffeepflanzungen in Paraná vernichtete, die Landbevölkerung flüchtete teils in die Stadtregion oder zog weg.

## Sport
In der Vergangenheit hatte São Carlos do Ivaí einen Verein in der Fußballmeisterschaft von Paraná, den São Carlos FC.